# 오고촌 (나가노현)
오고촌(往郷村)은 나가노현 시모타카이군에 있던 촌이다. 현재의 기지마다이라촌에 해당한다.

## 역사
- 1889년 4월 1일 - 정촌제 시행에 의해 오고촌이 단독으로 자치체를 형성하였다.
- 1955년 2월 1일 - 호타카촌, 가미키지마촌과 합병해, 기지마다이라촌이 성립하여, 동일 오고촌은 폐지되었다.

## 참고문헌
- 角川日本地名大辞典 20 長野県